# Indywidualne Mistrzostwa Świata Juniorów na Żużlu 2003
Indywidualne Mistrzostwa Świata Juniorów na Żużlu 2003 – cykl turniejów żużlowych mających wyłonić najlepszych żużlowców do lat 21 na świecie. Tytuł wywalczył Polak Jarosław Hampel.

## Finał
- 13 września 2003 r. (sobota),  Kumla

| Msc. | Zawodnik               | Kraj              | Pkt   |             |  |
| ---- | ---------------------- | ----------------- | ----- | ----------- |  |
| 1    | Jarosław Hampel        | Polska            | 14    | (3,3,3,3,2) |  |
| 2    | Chris Harris           | Wielka Brytania   | 13    | (3,2,3,3,2) |  |
| 3    | Rafał Szombierski      | Polska            | 11 +3 | (2,2,2,2,3) |  |
| 4    | Fredrik Lindgren       | Szwecja           | 11 +2 | (0,3,2,3,3) |  |
| 5    | Matej Žagar            | Słowenia          | 10    | (2,3,1,1,3) |  |
| 6    | Niels Kristian Iversen | Dania             | 9     | (d,3,3,0,3) |  |
| 7    | Rafał Kurmański        | Polska            | 8     | (2,1,3,1,1) |  |
| 8    | Kenneth Bjerre         | Dania             | 7     | (1,1,d,3,2) |  |
| 9    | Jonas Davidsson        | Szwecja           | 6     | (3,0,0,2,1) |  |
| 10   | Peter Ljung            | Szwecja           | 6     | (3,2,w,1,0) |  |
| 11   | David Howe             | Wielka Brytania   | 6     | (0,1,2,2,1) |  |
| 12   | Robert Miśkowiak       | Polska            | 6     | (1,1,1,2,1) |  |
| 13   | Jamie Smith            | Wielka Brytania   | 5     | (1,0,2,0,2) |  |
| 14   | Ryan Fisher            | Stany Zjednoczone | 4     | (2,2,d,d,–) |  |
| 15   | Martin Smolinski       | Niemcy            | 2     | (1,0,1,0,0) |  |
| 16   | Oliver Allen           | Wielka Brytania   | 2     | (d,w,1,1,0) |  |
|      | rez. Łukasz Romanek    | Polska            | 0     | (0)         |  |